# Janez Benjamin Erberg
Janez Benjamin Erberg, slovenski jezuit in pravnik, *3. november 1699, † 15. oktober 1759.
Erberg je bil doma iz Dola pri Ljubljani, učenec B. Steinerja. Od leta 1729 je bil prisednik deželnega sodišča, od leta 1731 okrajnega sodišča, svetnik deželnega sodišča. Leta 1740 je bil pomočnik pri komercialni intendanci v Trstu, od leta 1742 glavni deželni prejemnik. Pisal je o sončnih urah.